# Єремеєво (Нижньогородська область)
Єремеєво (рос. Еремеево) — присілок в Вачському районі Нижньогородської області Російської Федерації.
Населення становить 34 особи. Входить до складу муніципального утворення Арефинська сільрада.

## Історія
Від 2009 року входить до складу муніципального утворення Арефинська сільрада.

## Населення
| 1859 | 1905 | 1926 | 1999 | 2002 | 2010 |
| ---- | ---- | ---- | ---- | ---- | ---- |
| 198  | ↗318 | ↗390 | ↘64  | ↘60  | ↘34  |